# Heinz Otto Ziegler
Heinz Otto Ziegler (* 11. März 1903 in Prag; † 4. Mai 1944) war ein deutschsprachiger tschechoslowakischer Soziologe. Seine wissenschaftliche Arbeit galt hauptsächlich Fragen der Politischen Soziologie.
Nach Studium, Promotion (bei Alfred Weber) und Habilitation an den Universitäten Frankfurt, Berlin und Heidelberg wurde Ziegler 1927 Privatdozent für Soziologie an der Universität Frankfurt. Nach der „Machtergreifung“ der Nationalsozialisten emigrierte Ziegler nach Prag und später in das Vereinigte Königreich, wo er nach Kriegsbeginn in die Royal Air Force eintrat. Mit der englischen Schriftstellerin Mary Wesley hatte er einen Sohn, Toby Eady.

## Werke (Auswahl)
- Ideologienlehre, in: Archiv für Sozialwissenschaft und Sozialpolitik 57 (1927), S. 657–700
- Die moderne Nation. Ein Beitrag zur politischen Soziologie, Tübingen: Mohr, 1931
- Autoritärer oder totaler Staat, Tübingen: Mohr, 1932
- Die berufliche und soziale Gliederung der Bevölkerung in der Tschechoslowakei, Brünn, Prag, Leipzig, Wien : Rohrer, 1936